# Rika Haspels

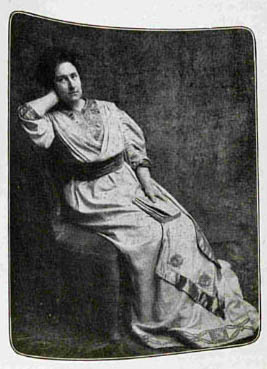
Rika Ternooy Apèl-Haspels in Onze Tooneelspelers (1912)

Diederika (Rika) Haspels (Den Haag, 21 juni 1873 – Den Haag, 15 oktober 1971) was een Nederlands toneelactrice.
Ze was dochter van het acteursechtpaar Dirk Haspels en Lina Valois, latere directeur van de Koninklijke Schouwburg. Haar zus Marie Haspels was ook verbonden aan het toneel. Zelf trouwde ze in september 1900 met acteur Mari Jacobus Ternooy-Apèl, een huwelijk dat door zijn overlijden in 1912 amper twaalf jaar bestond. In 1917 trouwde ze geheel buiten het toneel om met Pieter Santman, beroep kaascontroleur; het echtpaar wettigde met hun huwelijk hun in 1917 geboren dochter Diederika Maria Santman. In de periode 1900 tot 1913 stond ze ook wel bekend als Rika Ternooy Apèl-Haspels. 
Haar eerste bekende optreden vond plaats in 1891. Ze speelde toen, enigszins bleu en ongemakkelijk in Zij wil niet trouwen van Otto M/ Müller. Een recensent meldde ondanks dat, dat ze een hoop was voor de toekomst dankzij duidelijke, welluidende en beschaafde stem en sprak een hartelijk welkom op de planken uit. Tussen neus en lippen door werd nog wel haar familieband met Derk en Jaap Haspels vermeld. De opmerkingen kwam naar aanleiding van een optreden van de "Rotterdamsche Tooneelisten" in het Odeon in Zwolle. Dit sloeg over naar het publiek, want nauwelijks een jaar later bij het 10-jaars jubileum van actrice Marie Coelingh-Vorderman, werd Rika tweemaal terug naar het podium geroepen. Vanaf dan staat zij wel elk jaar ergens in Nederland of Engeland (1896-1900) op op de planken. Het echtpaar raakte daarbij vooral in de jaren tien totaal gedesillusioneerd in de theaterwereld. Vlak voor haar mans dood was zijn grootste wens te stoppen met toneel. 
Zijzelf zei op de grens van 1912/1913, dat zij ging stoppen. Op voorspraak van een aantal medici kon ze als verpleegster gaat werken in een van de Rotterdamse ziekenhuizen. Dit onvrijwillig pensioen van het toneel, was nieuws in heel Nederland.
Haar naam werd daarna alleen nog genoemd, wanneer een jubileum plaatsvond of stilgestaan werd bij uitvoeringen van Op hoop van zegen van Herman Heijermans, ze speelde er in eerste instantie Clementine in (dochter van de reder), later de rol vissersweduwe Truus. Veel later werd er op gewezen dat het echtpaar samen met Esther de Boer-van Rijk de basis legden voor wat later De Nederlandsche Tooneelvereeniging zou worden.
Ze overleed op 98-jarige leeftijd en werd begraven op begraafplaats Westduin en Loosduinen.